# Лундин, Хульда
Хульда Лундин (швед. Hulda Sofia Lundin, 12 июня 1847 — 13 марта 1921) — шведская портниха и педагог, заложила основы современного швейного образования в Швеции.

## Биография
Хульда Лундин родилась в 1847 г. в Кристианстаде и была третьей дочерью в семье Андерса Лундина и Кристины Андерссон. Её отец был портным, портнихами стали и Хульда, и её сестра Августа Лундин. Третья сестра — Анна Дидрич — стала актрисой.
Хульда вначале училась в начальной школе Мамселл Правиц, затем в Dahlska Flickskolan. В 15 лет, ещё будучи ученицей, она уже сама преподавала в младших классах в той же школе. Окончив школу, она ещё два года работала учителем, а в возрасте 19 лет на неё возложили руководство всей школой.
В 1867 г. Хульда переехала в Стокгольм. Здесь она устроилась работать ассистентом учителя в школе Клары, училась в вечерней школе. В 1874 г. Хульда устроилась полноправным учителем. Через два года её назначили учителем в Katarina södra skola, где она проработала до 1905 г. Она предприняла несколько зарубежных поездок для обмена опытом в подготовке преподавателей женских ремесел: в Англию, Шотландию и Швейцарию. В 1881 г., побывав в командировке в Германии у Розали Шалленфельдтc (нем. Rosalie Schallenfeldts) и изучив её систему обучения девочек, она начала разрабатывать собственную методику преподавания, впоследствии называвшуюся Lundinska kursen, Stockholmsmetoden и Folkskolans metod. В систему обучения входили штопка, вязание спицами, вязание крючком, пошив простой ткани, разработка дизайна, кройка и изготовление одежды. Так что по окончании обучения девочки становились мастерицами рукоделия. Эта система начала внедряться в школах сначала Стокгольма, затем и других городов Швеции, Хульда Лундин передавала свой опыт другим учителям, и её даже пригласили в Финляндию. В 1884 г. правительство Швеции отправило Хульду в Карлсруэ для продолжения обучения, а по возвращении в 1885 г. она была назначена инспектором системы слойда во всех государственных школах Стокгольма.
В 1887—1889 гг. Хульда побывала во Франции и Бельгии, собрав материалы, на основе которых была разработана новая и независимая шведская государственная система школьного обучения. Эта система нашла применение в Норвегии, Дании, Финляндии и США, где была внедрена одном из колледжей Нью-Йорка. Хульда также написала несколько методических пособий с иллюстрациями.
В 1893 г. Хульда получила грант на поездку на Всемирной выставке в Чикаго в 1893 г., где показывала шведские изделия ручной работы.
Хульда Лундин также участвовала в общественной деятельности. Так, она была одним из директоров женского клуба Nya Idun, ассоциации Sveriges allmänna folkskollärarförening («Шведская ассоциация учителей государственных школ»), членом правления шведского учебного журнала Lärarnas tidning.
Хульда Лундин скончалась в 1921 г. и была похоронена в Сольне.